# José Miguel Cañón
José Miguel Cañón Rincón (Bogotá, Cundinamarca, Colombia; 1 de abril de 1953) es un exfutbolista colombiano que se desempeñó como delantero y jugó en Independiente Santa Fe, Deportes Quindío, Deportes Tolima y en el Cúcuta Deportivo. Con Santa Fe, Cañón fue campeón del Fútbol Profesional Colombiano en el año 1971. Además, José Miguel es hermano de Alfonso Cañón, quién es considerado el mejor futbolista de la historia de Santa Fe, y uno de los mejores del Fútbol Profesional Colombiano. Su sobrino Roberto Alfonso Cañón, también jugó en Santa Fe entre 1987 y 1994. 

## Trayectoria

### Inicios
José Miguel Cañón nació en la ciudad de Bogotá, la capital de Colombia. Allí, empezó a jugar al fútbol siendo un niño en las polvorientas canchas de su barrio; el Samper Mendoza del centro de la ciudad. Entró a un equipo llamado Patria donde jugó por un tiempo y destacó con el también bogotano Ernesto Díaz. Del equipo del barrio, Cañón pasó a las inferiores de Independiente Santa Fe, club donde ya jugaba su hermano Alfonso Cañón. 

### Independiente Santa Fe
Después de haber jugado en las inferiores por varios años, José Miguel debutó como profesional con la camiseta de Santa Fe en el año 1971; junto a su amigo desde la infancia Ernesto Díaz. En su primer año, jugó varios partidos con el equipo cardenal y anotó unos goles. Luego de un gran año Santa Fe se coronó campeón del Fútbol Profesional Colombiano por quinta (5) vez en su historia; y Cañón fue destacado junto a su hermano Alfonso Cañón, además de Víctor Campaz, Jaime "Flaco" Rodríguez, Luis Alberto Montaño, Wálter Sossa y el brasileño Walter Moraes "Waltinho". Al año siguiente, en 1972; Cañón jugó una mayor cantidad de partidos, y anotó varios goles. Como dato curioso, en aquel año el equipo cardenal jugó un partido contra el Deportivo Pereira, al que le ganó 5-2 con 3 goles de su hermano Alfonso y 2 goles de él. José Miguel siguió jugando en el equipo de la ciudad de Bogotá hasta finales del año 1973, cuándo terminó su exitosa etapa en el club.

### Deportes Quindío
Luego de una exitosa etapa jugando en Independiente Santa Fe, Cañón se va a jugar al Deportes Quindío, equipo de la ciudad de Armenia, en el año 1974. Con el equipo "Cuyabro", José Miguel jugó varios partidos y anotó goles.

### Deportes Tolima y Cúcuta Deportivo
Después de haber estado jugando en el Deportes Quindío, el delantero bogotano se fue a jugar al Deportes Tolima; y de allí pasó al 
Cúcuta Deportivo, equipo con el que se retiró del fútbol profesional. 

## El fútbol en su familia
José Miguel no fue el único futbolista profesional en su familia. Su hermano mayor Alfonso Cañón, fue campeón 3 veces, es el máximo goleador, y el jugador con más partidos disputados de Independiente Santa Fe, club del cual es considerado el máximo ídolo. Además, Alfonso jugó con la Selección Colombia. También, su sobrino Roberto Alfonso Cañón fue futbolista profesional y al igual que él, jugó en Santa Fe, y en el Cúcuta Deportivo.

## Clubes
| Club                        | País     | Año        |
| --------------------------- | -------- | ---------- |
| Club Independiente Santa Fe | Colombia | 1971-1973  |
| Deportes Quindío            | Colombia | 1974 -1976 |
| Deportes Tolima             | Colombia | 1977-1982  |
| Cúcuta Deportivo            | Colombia | 1983-1988  |

## Palmarés

### Campeonatos nacionales
| Título                | Club     | País     | Año  |
| --------------------- | -------- | -------- | ---- |
| Campeonato colombiano | Santa Fe | Colombia | 1971 |